# Kaden Amaniampong
Kaden Nana Kwaku Attakora Amaniampong (* 26. Mai 2004 in Köln) ist ein deutsch-ghanaischer Fußballspieler.

## Karriere
Amaniampong spielte in der Jugend zunächst für den SV Buschdorf und den FC Hennef 05, bevor er 2016 zum Bonner SC ging. Zwei Jahre später schloss er sich der Jugendabteilung des 1. FC Köln an. In der Saison 2022/23 spielte er für die A-Jugend vom FC Viktoria Köln. Daraufhin war Amaniampong in der Spielzeit 2023/24 in der Regionalliga Südwest für den KSV Hessen Kassel aktiv. Zur Saison 2024/25 wechselte er zur zweiten Mannschaft des VfB Stuttgart.
In seiner Debütsaison beim VfB II kam Amaniampong gegen Hansa Rostock am 1. Spieltag am 3. August 2024 erstmals in der 3. Profi-Liga zum Einsatz.